# Voldemārs Roze
Pauls Voldemārs Roze (* 9. Dezemberjul. / 22. Dezember 1905greg. in Riga; † 17. Mai 1944 in Petropawl) war ein lettischer Fußball- und Basketball- und Bandyspieler.

## Karriere und Leben
Voldemārs Roze wurde im Jahr 1905 in die Familie des Kaufmanns, Jānis Roze († 1931) und seiner Ehefrau Līna Roze (1880–1940) in Riga geboren. Er machte sein Abitur am 1. Staatsgymnasium Riga. Er diente in der lettischen Armee von 1928 bis 1929 in der Kommunikationsgesellschaft der Division Vidzeme. Daneben arbeitete in der militärischen Organisation „Wächter des Vaterlandes“ unter dem Dach des Donnerkreuz.
Voldemārs Roze war ein vielseitiger Sportler, neben Fußball spielte er auch Basketball und Bandy. Er spielte ab 1924 Fußball und Basketball für den RFK Riga in seiner Geburtsstadt. Als Spieler war er bis 1932 bei dem Verein aktiv und gewann in dieser Zeit fünfmal den Titel des lettischen Meisters im Fußball und zweimal im Basketball.
Im August 1924 debütierte Roze für die lettische Fußballnationalmannschaft gegen Litauen in Kaunas. In den späten 1920er und frühen 1930er Jahren war er Stammspieler der lettischen Mannschaft und gewann mit ihr den Baltic Cup 1928 und 1932.
Im Sommer 1932 wechselte er zusammen mit Voldemārs Grāvelis zum ASK Riga, wodurch er seinen Platz in der lettischen Nationalmannschaft verlor. Vor seinem Wechsel hatte er auch schon im Basketball für andere Vereine gespielt. 1933 beendete er seine Fußballkarriere, spielte aber danach noch für die Basketballabteilung des ASK. Daneben bestritt er sieben Spiele in der lettischen Basketballnationalmannschaft und war viermaliger lettischer Basketballmeister.
Er war 1924 Meister des lettischen Bandymeisterschaft und spielte in der lettischen Bandynationalmannschaft.
In den 1930er Jahren war Roze als Vermieter, Ladenbesitzer und Kaufmann tätig. Er war mit Valēriju Novickas (1910–1967) verheiratet, die Familie hatte einen Sohn Juris Ivars Roze (1933–2011).
Nach der sowjetischen Besetzung Lettlands 1940 im Zweiten Weltkrieg wurde Roze von den Behörden wegen „Agitation“ festgenommen. Er wurde zu 10 Jahren Zuchthaus verurteilt und starb 1944 im Alter von 38 Jahren in einem Gefängnis in Petropawl in der sowjetischen Teilrepublik Kasachstan.

## Erfolge im Fußball
mit dem RFK Riga:
- Lettischer Meister (5): 1924, 1925, 1926, 1930, 1931

mit Lettland:
- Baltic Cup (2): 1928, 1932

## Erfolge im Basketball
mit dem RFK Riga:
- Lettischer Meister (2): 1926, 1927

mit LJ:
- Lettischer Meister (1): 1931

mit JKS:
- Lettischer Meister (1): 1932